# Bartholomäus Wrann
Bartholomäus Wrann (19. srpna 1813 Velden – 11. prosince 1885 Velden) byl rakouský politik německé národnosti, v 2. polovině 19. století poslanec Říšské rady z Korutan.

## Biografie
Působil jako majitel nemovitostí v korutanském Veldenu. Původně dlouho žil v Bruck an der Leitha, kde pracoval jako notář.
Byl aktivní i politicky. V roce 1878 byl zvolen na Dolnorakouský zemský sněm. Působil i jako poslanec Říšské rady (celostátního parlamentu Předlitavska), kam nastoupil ve volbách roku 1879 za kurii venkovských obcí v Korutanech, obvod Villach, Ferlach atd. Mandát obhájil ve volbách roku 1885. Poslancem byl až do své smrti v prosinci 1885. Pak ho v parlamentu nahradil Carl Ghon. Ve volebním období 1879–1885 se uvádí jako Dr. Bartholomäus Wrann, majitel nemovitostí, bytem Velden.
Patřil mezi ústavověrné poslance. Zasedl do staroněmeckého Klubu liberálů. V listopadu 1881 usedl do nově vzniklého poslaneckého klubu Sjednocené levice, do kterého se spojilo několik ústavověrných politických proudů. Jako člen klubu Sjednocené levice se zmiňuje i po volbách roku 1885.
Zemřel v prosinci 1885.